# Pell de moltó

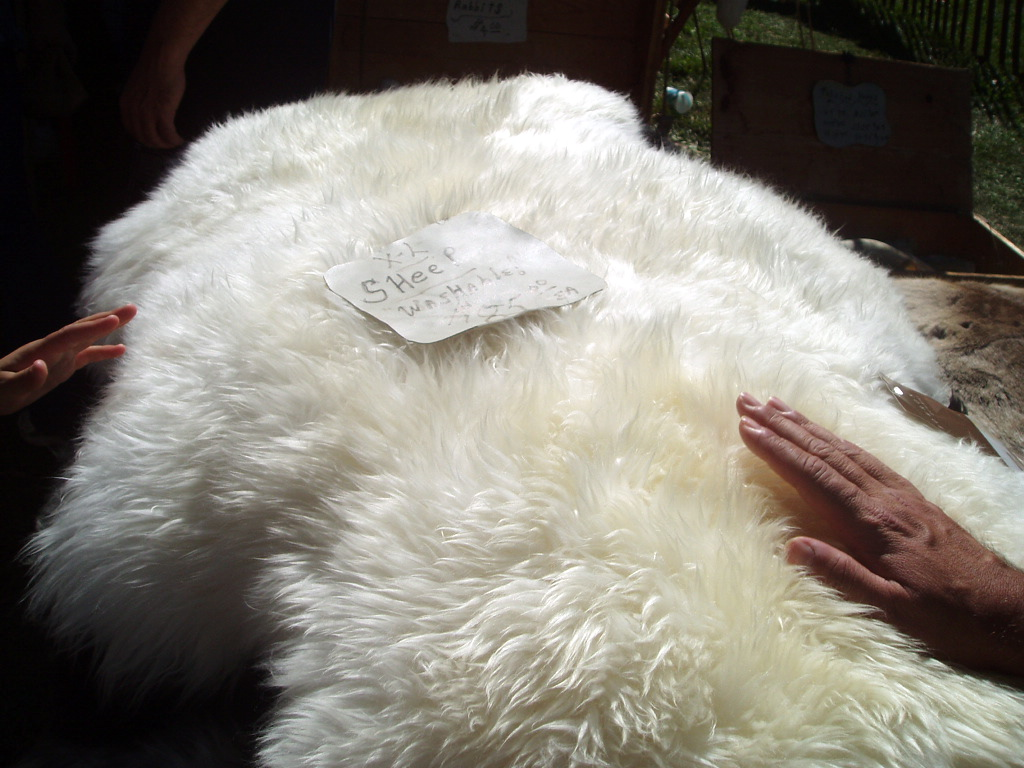
Una pell de moltó sencera

La pell de moltó o moltonina, és el cuir d'una ovella amb tota la llana, també anomenada pell de xai o pell de d'ovella. A diferència del cuir comú, la pell de moltó s'adoba amb el seu pelatge o velló intacte.

## Usos

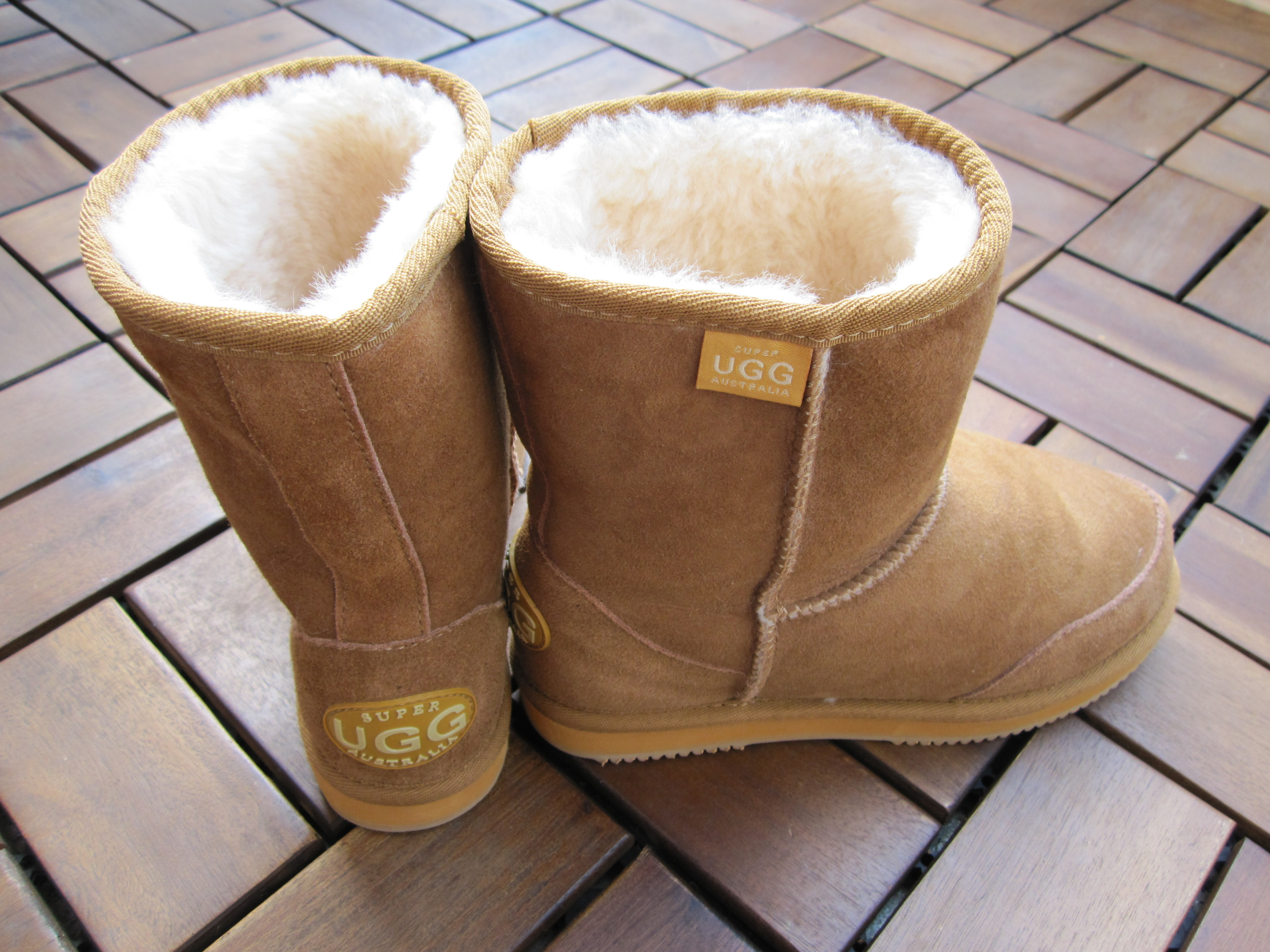
Les botes Ugg es fan tradicionalment amb pell de moltó.

La pell de moltó s'utilitza com matèria primera en la fabricació de productes de moltonina i roba o revestiments folrats de llana suau, com ara guants, barrets, sabatilles, reposapeus, fundes de seient d'automòbils, catifes i pells per a nadons i genolls. També es fabriquen i s'utilitzen en l'hípica mantes de sella de pell de moltó, coixinets de seient, fundes de seient, botes de pell de moltó, revestiments i tubs de circumferència.
La pell de moltó té excel·lents propietats aïllants i també és resistent a la flama i a l'electricitat estàtica. La pell de moltó és un aïllant natural i allunya la transpiració de l'usuari i cap a les fibres. Allà, atrapa entre un 30 i un 36 per cent del seu propi pes en humitat, i és per aquest motiu que la pell de moltó s'utilitza habitualment per fabricar camussa.
Les proves al Royal Melbourne Hospital i al CSIRO Textile and Fiber Technology Leather Research Center van confirmar els avantatges de la pell de moltó mèdica en la prevenció i el tractament de les úlceres per pressió.
Els abrics, armilles i botes de pell de moltó són habituals en el vestit tradicional dels pobles de tot el Vell Món (allà on es crien ovelles). Sembla que són especialment populars a les estepes d'Europa oriental i del nord d'Àsia, i segons el cavaller francès Robert de Clari, formaven part del vestit nacional del poble cuman que hi vivia cap a l'any 1200 aC. A Ucraïna un abric de pell de moltó s'anomena kozhukh i una armilla un kozhushanka són una part icònica del vestit nacional, mentre que a Rússia el mateix abric s'anomenava normalment tulup ( ru:тулуп (одежда) ). A Espanya aquest abric s'anomena zamarra, al Tibet txuba, en kazakh una <i id="mwPg">tona</i>, a Romania cojoc. Al món de parla anglesa, es pot parlar d'un abric d'ovella. Durant la dècada de 1970 a Gran Bretanya, la subcultura del cap de camussa va adoptar aquest article com a moda identificativa, i també va tenir certa popularitat entre els hippies a Amèrica del Nord. Les botes Ugg amb folre de pell de moltó es van fer populars a tot el món a finals de la dècada de 1990.
L'ús de les fundes de seient de pell de moltó als vehicles en moviment es remunta a segles enrere, potser des de l'edat del bronze, quan es van utilitzar per primera vegada els carros i els carruatges. Les fundes de seient de cotxe de pell de moltó més sofisticades i fetes a mida de l'era moderna han estat populars a Europa durant dècades i van créixer amb popularitat als Estats Units a mitjans dels anys setanta.

## Qualitat
La qualitat de la pell utilitzada en cada aplicació depèn de diversos factors, sobretot si la pell, que és la part posterior de la pell, serà visible o no. Quan la pell sigui visible, s'utilitzarà pell de millor qualitat amb una impuresa mínima.
La contaminació de impureses és on queden taques de teixit cicatricial, com a resultat d'una ferida curada del cau de impureses durant la vida de l'animal. Aquest teixit cicatricial pot caure deixant petits forats després de processar la pell o pot romandre al seu lloc deixant imperfeccions a la pell que no es poden corregir. La contaminació de les impureses es classifica de la següent manera:
1. "Sense impuresa visible" - Visualment lliure de contaminació de impureses. Això no vol dir que la pell estigui completament lliure de impureses, només visualment.
2. "Impuresa lleugera" - Lleugera contaminació de impureses visible a la llana però mínima concentrada principalment a les regions del ventre.
3. "Impuresa mitjana": la contaminació lleugera de impureses està present a la major part de la superfície de la llana, però es concentra al voltant de la zona del ventre i les cames.
4. "Impuresa forta": contaminació forta que s'estén per la majoria de la llana, però predomina especialment al voltant de la zona del ventre i les cames.
5. "Burry" - Llana contaminada amb impuresa forta. Pot variar de concentració lleugera a forta. Aquest nivell de impuresa pot causar problemes si no s'elimina abans que comenci la carn, ja que els rodets de vegades poden perforar-les a través de la pell.

En general, la llana afectada per malalties de la pell no es pot utilitzar. Altres problemes inclouen la infestació de polls, la llana morta i el regruixat
Les pells es classifiquen, envasen i venen en mides de llana estandarditzades:
- Acabat d'esquilar
- 1⁄8–1⁄4 polzada (3–6 mm)
- 1⁄4–1⁄2 polzada (6–13 mm)
- 1⁄2–1 polzada (13–25 mm)
- 1–2 polzades (25–51 mm)
- 2–4 polzades (51–102 mm) (Llanes plenes)

## Mouton fur
La Mouton fur, a Amèrica del Nord, és una pell de moltó que s'ha processat per semblar-se a la pell de castor ( mouton és francès per "ovella"). La pell de moltó és una pell de xai amb el pel allisat, tractat químicament i tèrmicament fixat per produir un acabat repel·lent a la humitat. Sovint es tenyeix de marró per semblar-se al castor, però també es fa en molts altres colors.